# Ludo Giesberts
Ludo Giesberts (Turnhout, 3 de gener de 1965) va ser un ciclista belga, que fou professional entre 1986 i 1993. Del seu palmarès destaca el Premi Nacional de Clausura de 1990.

## Palmarès
- 1986
  - Vencedor d'una etapa al Ster van Brabant
- 1989
  - 1r al Gran Premi Marcel Kint
- 1990
  - 1r al Premi Nacional de Clausura
  - 1r a la Brussel·les-Ingooigem
  - 1r al Gran Premi Marcel Kint
- 1992
  - 1r l'Omloop van de Vlaamse Scheldeboorden
- 1995
  - 1r a la Brussel·les-Opwijk

### Resultats al Giro d'Itàlia
- 1986. Abandona